# 田園運動
田園運動（でんえんうんどう、仏: Le Mouvement de la ruralité, LMR）は、フランスの政党。2019年に狩猟、釣り、自然、伝統（しゅりょう、つり、しぜん、でんとう、Chasse, Pêche, Nature, Traditions, CPNT）から改称された。
1989年創設。フランスの地方における伝統的な価値観の擁護を主張している。創設者はジャン・サン＝ジョス。党のイデオロギーは、左翼よりは保守、右翼に近いとされるが、地方独自の価値観の代表者たちの集まりであるため、幅が広い。
2002年フランス大統領選挙には、同党幹部のフレデリック・ニウが立候補した。